# Aliança per la Restauració de la Pau i Contra el Terrorisme
Aliança per la Restauració de la Pau i contra el Terrorisme (somali Isbaheysiga Ladagaalanka Argagaxisadda) fou una aliança política i militar de Somàlia, creada per diversos senyors de la guerra i homes de negocis de Mogadiscio, entre els quals Botan Ise Alin, Mohammed Dheere, Mohamed Qanyare, Musa Sudi Yalahow, Nuur Daqle, Abdi Hasan Awale Qeybdiid, Omar Muhamoud Finnish i altres. Alguns foren ministres en el Govern Federal de Transició (GFT). Probablement fou format per la CIA americana, per evitar que els rivals pel control de la ciutat de Mogadiscio, la Unió de Corts Islàmiques de Somàlia, assolís el poder, ja que era considerat un moviment proper a Al-Qaeda. La CIA hauria aportat cent mil dòlars al més a l'organització
L'Aliança va patir derrota rere derrota i va perdre Mogadiscio el 6 de juny de 2006. Les milícies de l'Aliança es van rendir o van fugir. Els senyors de la guerra van sortir del país cap a Etiòpia, o es van amagar a Somàlia. Al desembre van retornar amb els etíops i van recuperar el seu lloc a Mogadiscio (28 de desembre) com a nominals representants del Govern Federal de Transició.